# Matija Randl
Matija Randl, slovenski rimskokatoliški duhovnik in narodni buditelj, * 23. februar 1847, Prebold, † 4. avgust 1927, Dobrla vas.

## Življenje in delo
Rodil se je očetu Valentinu in materi Ani (rojeni Skraber). Leta 1869 je maturiral na gimnaziji v Celju. Enoletni vojaški rok je služil v Gradcu, kjer se je po končani vojaščini vpisal na univerzo in tu opravil izpite za prvo leto bogoslovja. Študij je končal 1873 v Celovcu. Kot kaplan in župnik je služboval v raznih krajih na avstrijskem Koroškem. Leta 1905 je postal prošt in dekan v Dobrli vasi, 1906 pa še konsistentni svetnik krške škofije ter častni član občine Žvabek.
Ob koroškem plebiscitu je kot namestnik celovškega škofa na plebiscitnem ozemlju (za cono A in Mežiško dolino) ter goreč zagovornik in svetovalec slovenskega ljudstva na štirih tiskanih straneh izdal posebno poslanico Dolžnosti vernika na dan plebiscita sporoča duhovščini in ljudstvu v preudarek generalni vikariat za Slovensko Koroško v Dobrli vesi; z njo je kljub nasprotovanju nemške in tudi nadrejene cerkvene oblasti (celovški škof dr. Adam Heftner je izdal in dal razširiti zoper njega letak Koroškim katolikom, v katerem je Randlu očital, da se je pregrešil »zoper zapovedano objektivnost, krščansko pravičnost in zakrivil proticerkveni prestopek«) skušal slovensko ljudstvo rešiti raznarodovanja in opozoriti na dolžnost slehernega Slovenca, da glasuje za Kraljevino Srbov, Hrvatov in Slovencev.